# Filomelides
Filomelides var i den grekiska mytologin kung över ön Lesbos i Egeiska Havet. Han hade för vana att utmana alla sina gäster på brottning och förblev obesegrad ända tills han dödades i en brottningsmatch med Odysseus. Odysséen refererar kortfattat till berättelsen om Filomelides i den fjärde och i den sjuttonde sången. 
Namnet Filomelides kommer av filos, kärlek, och av meliderna, nymfer förknippade med fruktträd och fruktsamhet, och betyder ungefär "Den av trädnymferna älskade".       